# 벤하민 셀레돈

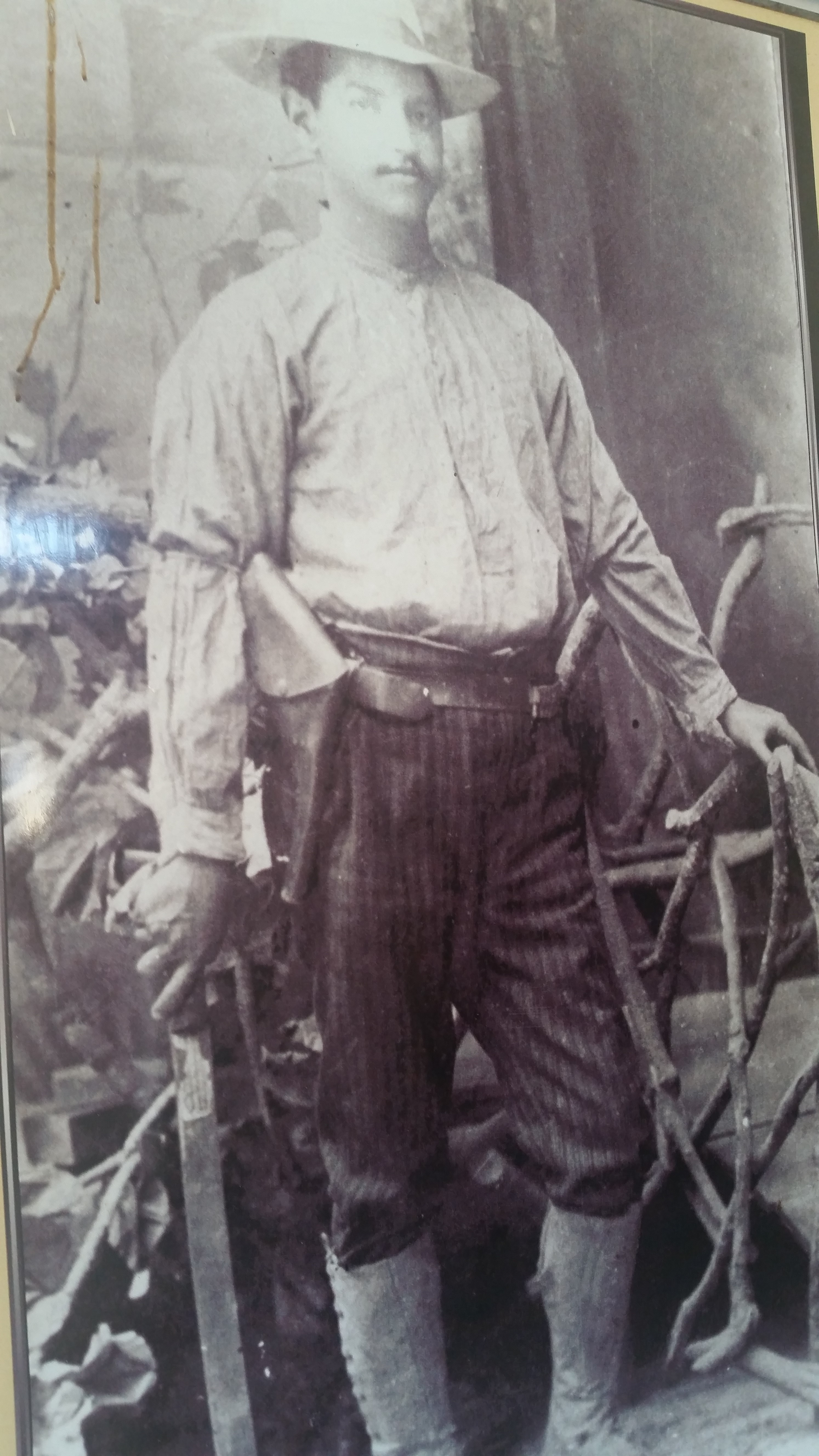

벤하민 프란시스코 셀레돈 로드리게스(스페인어: Benjamín Francisco Zeledón Rodríguez: 1879년 10월 4일-1912년 10월 4일)는 니카라과의 법조인, 정치인, 군인이다.
1879년 히노테가 주에서 돈 마르켈리노 셀레돈 우가르테와 도냐 마리아 살로메 로드리게스의 아들로 태어났다. 온두라스 테구시갈파에서 학사학위를 받고 1900년 귀국해 1903년 법학학위를 취득했다. 1905년 에스더 라미레스 헤레스와 결혼했다. 1907년 8월 9일 나마시궤 전투 이후 대령으로 승진했다.
1912년 미국 매판 대통령 아돌포 디아스를 몰아내기 위한 봉기가 일어났다. 셀레돈은 이 봉기의 지도자로서 1912년 9월 19일 마사야에서 미국 해병대 수병들에게 발포함으로써 혁명을 개시했다(마사야 전투). 9월 23일 루이스 메나가 항복한 뒤 셀레돈은 혁명의 최고 총책으로 여겨졌다. 셀레돈은 한 달여 뒤 코요테페 고지 전투에서 미국 해병대에게 붙잡혀 총살되었다.
셀레돈은 한 세대 뒤의 아우구스토 세사르 산디노에게 큰 영향을 미쳤다. 사후 니카라과 국민영웅으로 추대되었다.